# Reitz Medaljer
Reitz Medaljer er en dansk virksomhed. Den blev grundlagt af Jørgen Reitz i Silkeborg i 1985. I 2007 solgte Jørgen Reitz firmaet til Stig Hellstern fra Jydsk Emblem Fabrik A/S i Malling i forbindelse med et generationsskifte.
Reitz Medaljer er specialiseret i at fremstille medaljer og ordensbånd til soldater i ind- og udland. Reitz Medaljer fremstiller blandt andet Ridderkorset i miniature.
Fabrikken har blandt andet et samarbejde med FN Museet.